# Bâtiment de la bibliothèque municipale de Subotica
Le bâtiment de la bibliothèque municipale de Subotica (en serbe cyrillique : Зграда Градске библиотеке у Суботици ; en serbe latin : Zgrada Gradske biblioteke u Subotici) est situé à Subotica, dans la province de Voïvodine et dans le district de Bačka septentrionale, en Serbie. Il est inscrit sur la liste des monuments culturels de grande importance de la république de Serbie (identifiant no SK 1219).

## Présentation

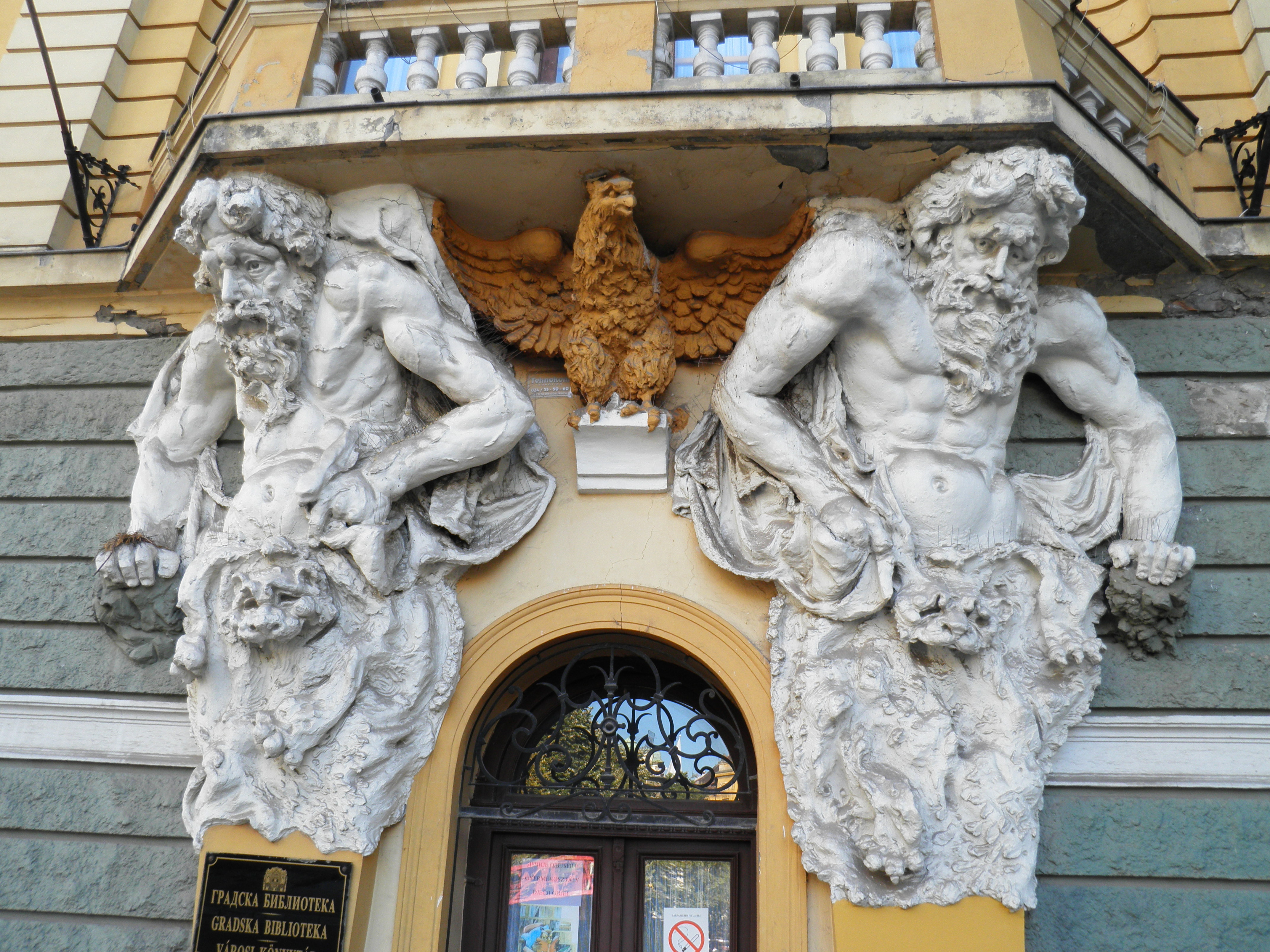
Détail des Atlantes

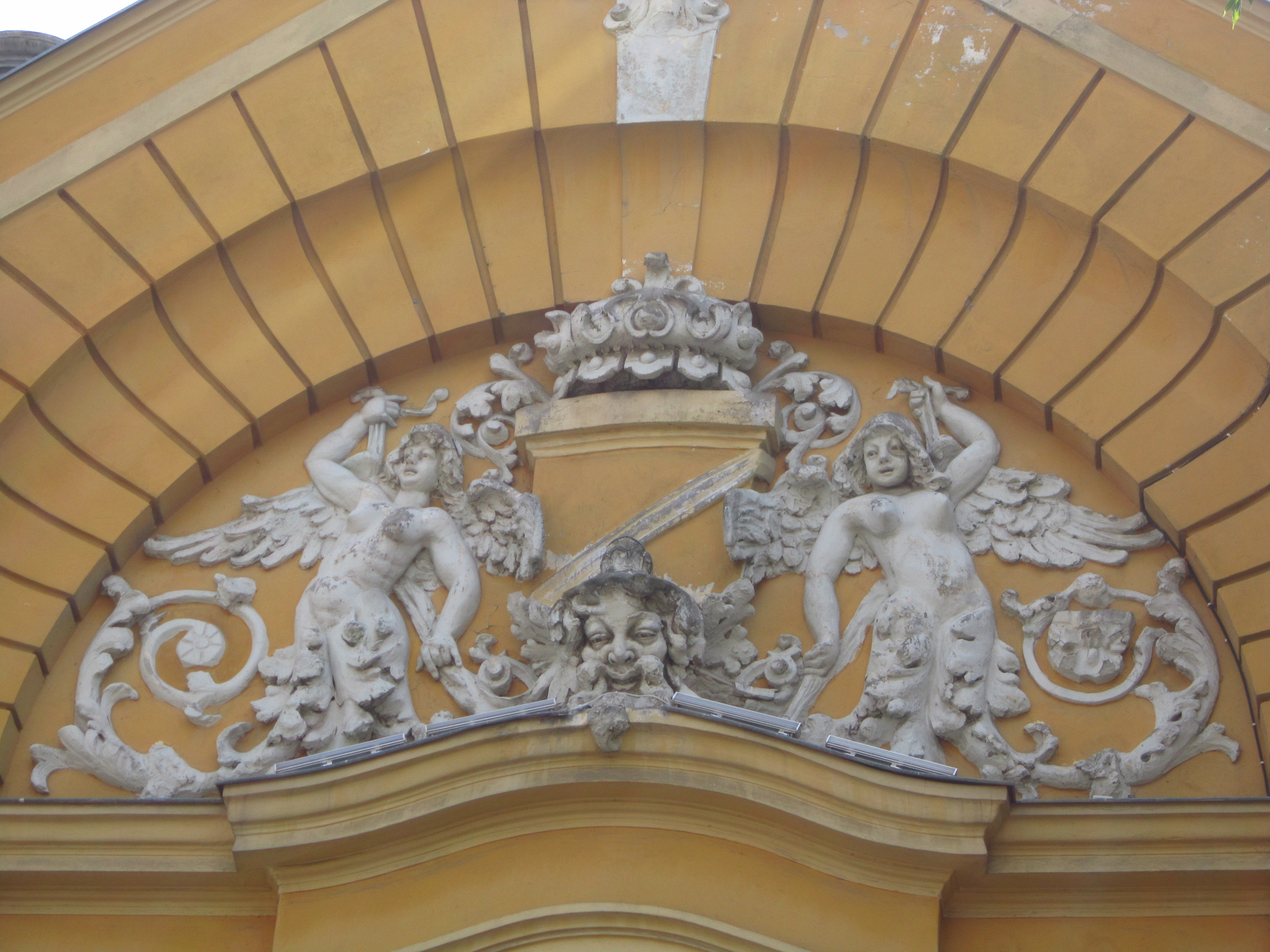
Autre détail de la façade

La bibliothèque municipale, qui abritait autrefois un casino, a été construite en 1895-1896 sur les plans de l'architecte Ferenc Raichle (1869-1960) à l'emplacement de l'ancien manoir baroque de la famille Skenderović.
La construction a été conçue comme un immeuble d'angle de style éclectique et s'inscrit dans un plan formant à la base un trapèze irrégulier.
L'ensemble revêt un aspect monumental, particulièrement sensible dans le traitement de la façade d'angle qui est dotée d'une entrée flanquée de deux Atlantes dus au sculpteur Ede Telcs qui portent le balcon de l'étage ; dans la partie centrale de cet étage se trouve un relief en trois parties surmonté d'un pignon brisé par une niche abritant une sculpture. Le toit prend la forme d'un sarcophage et est doté de lanternes ; la corniche est soutenue par des consoles. La façade est entourée de deux tours circulaires. Les façades latérales sont ornées de guirlandes de style baroque avec des motifs floraux en stuc.